# Meschbach
Meschbach ist eine Wüstung auf dem Gemeindegebiet des Marktes Küps im oberfränkischen Landkreis Kronach in Bayern.

## Geographie
Die Einöde lag auf einer Höhe von 338 m ü. NHN und war von Acker- und Grünland umgeben. Tiefenklein lag 700 Meter südöstlich von Meschbach.

## Geschichte
Gegen Ende des 18. Jahrhunderts bestand Meschbach aus zwei Anwesen. Das Hochgericht übte das Rittergut Küps im begrenzten Umfang aus, es hatte gegebenenfalls an das bambergische Centamt Weismain auszuliefern, was vom Centamt Kronach ebenfalls beansprucht wurde. Grundherren waren das Rittergut Küps (ein Gut) und das Rittergut Unterlangenstadt-Burkersdorf (ein Gütlein).
Mit dem Gemeindeedikt wurde Meschbach dem 1808 gebildeten Steuerdistrikt Hain und der 1818 gebildeten Ruralgemeinde Hain zugewiesen. Auf einer topographischen Karte von 1948 wurde der Ort letztmals verzeichnet.

### Einwohnerentwicklung
| Jahr      | 001818 | 001861 | 001871 | 001885 | 001900 |
| Einwohner | 7      | 4      | 3      | 5      | 4      |
| Häuser    | 2      |        |        | 1      | 1      |
| Quelle    | [ 3 ]  | [ 6 ]  | [ 7 ]  | [ 8 ]  | [ 9 ]  |

## Religion
Der Ort war evangelisch-lutherisch geprägt und nach St. Jakob (Küps) gepfarrt.

## Weblink
- Meschbach in der Ortsdatenbank des bavarikon, abgerufen am 20. August 2021.